# Hroznýšek turecký
Hroznýšek turecký (Eryx jaculus (Linné, 1758)) je jediný zástupce hadů z čeledi hroznýšovitých na evropském kontinentě.

## Podruhy
Rozlišují se celkem tři poddruhy:
- Eryx jaculus turcius – vyskytuje se v Řecku a přilehlých ostrovech a na jihu Jugoslávie, Albánie a Bulharska
- Eryx jaculus jaculus – vyskytuje se v Africe a dále až po Sýrii
- Eryx jaculus familiaris – vyskytuje se v Dagestánu, Zakavkazsku a ve východním Turecku

## Popis
Dorůstá do maximální délky 80 cm, většinou však nebývá delší než 50 – 60 cm. Hlava téměř není oddělena od silného válcovitého těla, které je na šedém až tmavohnědém podkladu pokryté po celém hřbetě tmavými skvrnami. Břicho je světlé, někdy s tmavými „cákanci“, ocas je podobně jako u slepýše tupě zakončen. Na první pohled je velice nápadná jeho horní čelist, která je výrazně delší než čelist dolní a tvoří tzv. spodní ústa, akvaristům tolik známá u některých druhů ryb. Na špičce přečnívající horní čelisti se nachází tvrdý, zrohovatělý štítek, který slouží při vrtání a rytí v půdě. Jsou vejcoživorodí.

## Areál rozšíření
Jeho rozšíření zasahuje od severní a severovýchodní Afriky, přes jihovýchod Evropy až do západní a střední Asie. Evropské populace se vyskytují převážně v Řecku a přilehlých ostrovech a na jihu Jugoslávie, Albánie a Bulharska. Na severu Afriky je nejběžnější v Sýrii, Jordánsku a Izraeli, v teráriích se často chovají i egyptské populace těchto hadů.

## Stanoviště
Obývají suché, písčitokamenité biotopy polopouštního typu s minimální vegetací, kde tráví celý den pod kamenem nebo v opuštěné hlodavčí noře. Teprve za soumraku opouští úkryt a v okolním terénu loví drobné ještěry a hlodavce. V případě hrozícího nebezpečí se dokážou bleskurychle zavrtat do písku.

## Chov v zajetí
Hroznýšky turecké chováme v menším plochém teráriu, jako substrát je nejvhodnější jemnější písek s plochými kameny nebo s kousky kůry jako úkryty a s miskou na vodu. Denní teplotu udržujeme na 20 – 28 °C, s možností vyhřátí až na 35 °C a s nočním poklesem až k 15 °C z důvodu velkých výkyvů denních a nočních teplot v jejich domovině. Tento noční pokles teploty jim neobyčejně prospívá a je pro jejich zdraví velice důležitý. V zajetí dobře přijímají hlodavce, ovšem vzhledem k jejich sezónní aktivitě pouze po omezenou část roku. Protože se tito hroznýšci v teráriích často neurvale perou o předloženou potravu, doporučuje se jejich oddělený chov. Vzhledem k jejich noční aktivitě a tím omezenému dennímu pozorování, zaměňují někteří teraristé ploché kameny za tabulky tlustého skla, pod kterými se tito hadi ukrývají.

## Rozmnožování
Rozmnožování hroznýšků tureckých značně závisí na zeměpisném rozšíření populace a na samotném poddruhu. Nominotypický Eryx jaculus jaculus z egyptské populace byl v zajetí rozmnožen po krátkém snížení teploty na 20 °C, páření probíhalo v červnu až červenci a samotné porody v říjnu. Délka mláďat bývá kolem 12 – 20 cm a často začínají přijímat potravu až na jaře po přezimování. Populace hroznýšků z méně teplých evropských oblastí výskytu Eryx jaculus turcicus a Eryx jaculus familiaris z Dagestánu, Zakavkazska a východního Turecka zimují za poněkud chladnějších teplot 5 – 10 °C, páření probíhá na jaře a mláďata přicházejí na svět v srpnu až říjnu.